# Balclutha incisa
Balclutha incisa är en insektsart. Balclutha incisa ingår i släktet Balclutha och familjen dvärgstritar. Utöver nominatformen finns också underarten B. i. hospes.